# Myotis planiceps
Myotis planiceps is een zoogdier uit de familie van de gladneuzen (Vespertilionidae). De wetenschappelijke naam van de soort werd voor het eerst geldig gepubliceerd door Baker in 1955.

## Voorkomen
De soort komt voor in Mexico.